# Arasiramani
Arasiramani è una suddivisione dell'India, classificata come town panchayat, di 13.822 abitanti, situata nel distretto di Salem, nello stato federato del Tamil Nadu. In base al numero di abitanti la città rientra nella classe IV (da 10.000 a 19.999 persone).

## Geografia fisica
La città è situata a 11° 33' 57 N e 77° 47' 20 E.

## Società

### Evoluzione demografica
Al censimento del 2001 la popolazione di Arasiramani assommava a 13.822 persone, delle quali 7.298 maschi e 6.524 femmine. I bambini di età inferiore o uguale ai sei anni assommavano a 1.326, dei quali 790 maschi e 536 femmine. Infine, coloro che erano in grado di saper almeno leggere e scrivere erano 6.035, dei quali 3.990 maschi e 2.045 femmine.